# アギラス・シバエーニャス
アギラス・シバエーニャス（スペイン語: Águilas Cibaeñas）はドミニカ共和国のウィンターリーグであるリーガ・デ・ベイスボル・プロフェシオナル・デ・ラ・レプブリカ・ドミニカーナの球団。
2015年のカリビアンシリーズに出場した。

## 本拠地
本拠地球場は、エスタディオ・シバオ（Estadio Cibao）で、ドミニカ共和国のサンティアゴ州にある。1957年4月に建設が開始され、1958年10月25日に開場した。収容人数は18,077人で同国最大。主に野球に利用されている。

## 選手
日本では元中日ドラゴンズのリカルド・ナニータ、元ボストン・レッドソックス・高知ファイティングドッグス他のマニー・ラミレスがいた球団として有名。